# Palojärvi (sjö i Finland, Södra Österbotten)
Palojärvi är en sjö i Finland. Den ligger i kommunen Kauhava i landskapet Södra Österbotten, i den centrala delen av landet, 400 km norr om huvudstaden Helsingfors. Palojärvi ligger 69,8 meter över havet. Arean är 2,04 kvadratkilometer och strandlinjen är 15,91 kilometer lång. Sjön  ingår i Purmo å huvudavrinningsområde.   I omgivningarna runt Palojärvi växer i huvudsak blandskog. Den sträcker sig 2,7 kilometer i nord-sydlig riktning, och 1,8 kilometer i öst-västlig riktning.
I övrigt finns följande i Palojärvi:
- Tervasaari (en ö)
- Mutasaari (en ö)
- Pukkisaari (en ö)
- Sääskisaari (en ö)
- Kanisaari (en ö)
- Lammassaari (en ö)